# Badminton-Europapokal 2017
Die 40. Auflage des Badminton-Europapokals fand vom 20. bis zum 24. Juni 2017 in Mailand statt. Europapokalsieger wurde zum dritten Mal das Team vom Issy-les-Moulineaux Badminton Club.

## Vorrunde

### Gruppe 1
| Nr. | Team                | Runde 1 | Runde 2 | Runde 3 |
| --- | ------------------- | ------- | ------- | ------- |
|     |                     | 1       | 2       | 3       |
| 1   | Issy Les Moulineaux | X       | 4-1     | 4-1     |
| 2   | Team Argovia        | 1-4     | X       | 1-4     |
| 3   | Fyrisfjädern        | 1-4     | 4-1     | X       |

| Platz | Team                | Punkte | Spiele | G | U | V | Spielpunkte |   |   | Sätze |   |    | Bälle |   |     |
| ----- | ------------------- | ------ | ------ | - | - | - | ----------- | - | - | ----- | - | -- | ----- | - | --- |
| 1     | Issy Les Moulineaux | 2      | 2      | 2 | 0 | 0 | 8           | - | 2 | 17    | - | 6  | 448   | - | 359 |
| 2     | Fyrisfjädern        | 1      | 2      | 1 | 0 | 1 | 5           | - | 5 | 10    | - | 11 | 355   | - | 376 |
| 3     | Team Argovia        | 0      | 2      | 0 | 0 | 2 | 2           | - | 8 | 7     | - | 17 | 380   | - | 448 |

### Gruppe 2
| Nr. | Team                    | Runde 1 | Runde 2 | Runde 3 | Runde 4 |
| --- | ----------------------- | ------- | ------- | ------- | ------- |
|     |                         | 1       | 2       | 3       | 4       |
| 1   | Primorye Vladivostok    | X       | 4-1     | 5-0     | 4-1     |
| 2   | SSV Bozen Badminton     | 1-4     | X       | 2-3     | 0-5     |
| 3   | Lokomotiva Kosice       | 0-5     | 3-2     | X       | 0-5     |
| 4   | Calvi Network BC Milano | 1-4     | 5-0     | 5-0     | X       |

| Platz | Team                    | Punkte | Spiele | G | U | V | Spielpunkte |   |    | Sätze |   |    | Bälle |   |     |
| ----- | ----------------------- | ------ | ------ | - | - | - | ----------- | - | -- | ----- | - | -- | ----- | - | --- |
| 1     | Primorye Vladivostok    | 3      | 3      | 3 | 0 | 0 | 13          | - | 2  | 27    | - | 5  | 627   | - | 410 |
| 2     | Calvi Network BC Milano | 2      | 3      | 2 | 0 | 1 | 11          | - | 4  | 23    | - | 10 | 639   | - | 548 |
| 3     | Lokomotiva Kosice       | 1      | 3      | 1 | 0 | 2 | 3           | - | 12 | 9     | - | 24 | 523   | - | 655 |
| 4     | SSV Bozen Badminton     | 0      | 3      | 0 | 0 | 3 | 3           | - | 12 | 6     | - | 26 | 474   | - | 650 |

### Gruppe 3
| Nr. | Team                   | Runde 1 | Runde 2 | Runde 3 | Runde 4 |
| --- | ---------------------- | ------- | ------- | ------- | ------- |
|     |                        | 1       | 2       | 3       | 4       |
| 1   | BC Chambly Oise        | X       | 5-0     | 5-0     | 5-0     |
| 2   | BAD 79 Anderlecht      | 0-5     | X       | 0-5     | 0-5     |
| 3   | Club Sports da Madeira | 0-5     | 5-0     | X       | 3-2     |
| 4   | TBR                    | 0-5     | 5-0     | 2-3     | X       |

| Platz | Team                   | Punkte | Spiele | G | U | V | Spielpunkte |   |    | Sätze |   |    | Bälle |   |     |
| ----- | ---------------------- | ------ | ------ | - | - | - | ----------- | - | -- | ----- | - | -- | ----- | - | --- |
| 1     | BC Chambly Oise        | 3      | 3      | 3 | 0 | 0 | 15          | - | 0  | 30    | - | 2  | 663   | - | 362 |
| 2     | Club Sports da Madeira | 2      | 3      | 2 | 0 | 1 | 8           | - | 7  | 18    | - | 16 | 597   | - | 626 |
| 3     | TBR                    | 1      | 3      | 1 | 0 | 2 | 7           | - | 8  | 15    | - | 20 | 580   | - | 628 |
| 4     | BAD 79 Anderlecht      | 0      | 3      | 0 | 0 | 3 | 0           | - | 15 | 5     | - | 30 | 491   | - | 715 |

### Gruppe 4
| Nr. | Team                         | Runde 1 | Runde 2 | Runde 3 | Runde 4 |
| --- | ---------------------------- | ------- | ------- | ------- | ------- |
|     |                              | 1       | 2       | 3       | 4       |
| 1   | Recreativo Ies La Orden      | X       | 5-0     | 5-0     | 4-1     |
| 2   | BK Valmiera                  | 0-5     | X       | 0-5     | 0-5     |
| 3   | BK 1973 DELTACAR Benatky n/J | 0-5     | 5-0     | X       | 3-2     |
| 4   | BC Jonglënster               | 1-4     | 5-0     | 2-3     | X       |

| Platz | Team                         | Punkte | Spiele | G | U | V | Spielpunkte |   |    | Sätze |   |    | Bälle |   |     |
| ----- | ---------------------------- | ------ | ------ | - | - | - | ----------- | - | -- | ----- | - | -- | ----- | - | --- |
| 1     | Recreativo Ies La Orden      | 3      | 3      | 3 | 0 | 0 | 14          | - | 1  | 24    | - | 4  | 575   | - | 372 |
| 2     | BK 1973 DELTACAR Benatky n/J | 2      | 3      | 2 | 0 | 1 | 8           | - | 7  | 13    | - | 14 | 504   | - | 433 |
| 3     | BC Jonglënster               | 1      | 3      | 1 | 0 | 2 | 8           | - | 7  | 13    | - | 15 | 436   | - | 516 |
| 4     | BK Valmiera                  | 0      | 3      | 0 | 0 | 3 | 0           | - | 15 | 1     | - | 18 | 200   | - | 394 |

## Endrunde
| Team 1                       |   | Team 2                         | Ergebnis |
| ---------------------------- | - | ------------------------------ | -------- |
| Recreativo Ies La Orden      | - | Calvi Network BC Milano        | 2-3      |
| Issy Les Moulineaux          | - | PortugalClub Sports da Madeira | 3-0      |
| BK 1973 DELTACAR Benatky n/J | - | BC Chambly Oise                | 0-3      |
| FyrisfjädernSweden           | - | Primorye Vladivostok           | 0-3      |
| Issy Les Moulineaux          | - | Calvi Network BC Milano        | 3-1      |
| BC Chambly Oise              | - | Primorye Vladivostok           | 3-0      |
| Issy Les Moulineaux          | - | BC Chambly Oise                | 3-1      |